# Mullanpur- Garibdas
Mullanpur- Garibdas là một thị trấn thống kê (census town) của quận Rupnagar thuộc bang Punjab, Ấn Độ.

## Nhân khẩu
Theo điều tra dân số năm 2001 của Ấn Độ, Mullanpur- Garibdas có dân số 6143 người. Phái nam chiếm 53% tổng số dân và phái nữ chiếm 47%. Mullanpur- Garibdas có tỷ lệ 72% biết đọc biết viết, cao hơn tỷ lệ trung bình toàn quốc là 59,5%: tỷ lệ cho phái nam là 76%, và tỷ lệ cho phái nữ là 67%. Tại Mullanpur- Garibdas, 13% dân số nhỏ hơn 6 tuổi.